# Jala (kommun)
Jala är en kommun i Mexiko.   Den ligger i delstaten Nayarit, i den centrala delen av landet, 600 km väster om huvudstaden Mexico City.
Följande samhällen finns i Jala:
- Jala
- Rosa Blanca
- Francisco I. Madero
- San Miguel de Buenavista
- Coapan
- Colonia Lindavista
- Santa Fe
- Pueblo Nuevo
- La Cruz
- Jalpa Grande
- San Antonio
- Colonia los Ramírez